# 浜崎博嗣
浜崎 博嗣（はまさき ひろし、1959年12月30日 - ）は、日本のアニメーター、キャラクターデザイナー、アニメ演出家・監督。福岡県福岡市出身。

## 経歴
福岡県立西福岡高等学校（現・福岡県立福岡講倫館高等学校）卒業後、竜の子プロダクション（以下、タツノコプロ）直営の研修所に入所する。研修終了後、タツノコプロに入社し、同プロの研究所に配属された。
アニメーター（動画マン）としてのデビュー作は、テレビアニメ『科学忍者隊ガッチャマンII』であり、その後は『森の陽気な小人たちベルフィーとリルビット』、『とんでも戦士ムテキング』、『未来警察ウラシマン』などで原画を担当した。1985年、『炎のアルペンローゼ ジュディ&ランディ』で作画監督として参加し、同年に『昭和アホ草紙あかぬけ一番!』でキャラクターデザインを初めて手掛け（作画監督も兼任）、『赤い光弾ジリオン』、『アウトランダーズ』などのキャラクターデザイナーや作画監督も務めた。その後、マッドハウス制作の『妖獣都市』にアルバイトとして参加した。以降はタツノコプロを退社し、マッドハウスを仕事の拠点としている。
1990年代からはそれまでの原画・作画監督中心から1999年に『Petshop of Horrors』の第2話「Delicious」で演出を担当し、2003年に『TEXHNOLYZE』の初監督を果たす。以降、2004年に『妄想代理人』・『BECK』で演出、2007年に『シグルイ』の監督を務めるなど、演出家・監督としても幅広く活動している。

## 作品リスト

### テレビアニメ
1980年
- 森の陽気な小人たちベルフィーとリルビット（原画）
- とんでも戦士ムテキング（1980年 - 1981年、原画）

1982年
- 超時空要塞マクロス（1982年 - 1983年、原画）

1983年
- 未来警察ウラシマン（原画）

1985年
- 炎のアルペンローゼ ジュディ&ランディ（作画監督）
- 昭和アホ草紙あかぬけ一番!（1985年 - 1986年、キャラクターデザイン・作画監督）

1986年
- 光の伝説（オープニングアニメーション）

1987年
- 赤い光弾ジリオン（作画監督）

1989年
- YAWARA!（1989年 - 1992年、作画監督）

1999年
- Petshop of Horrors（絵コンテ・演出）

2001年
- X -エックス- （2001年 - 2002年、絵コンテ・演出）

2003年
- TEXHNOLYZE（監督・絵コンテ・演出）

2004年
- 妄想代理人（絵コンテ・演出）
- BECK（2004年 - 2005年、絵コンテ・演出）

2007年
- CLAYMORE（絵コンテ）
- シグルイ（監督・絵コンテ）

2008年
- チーズスイートホーム（脚本・絵コンテ）
- 魍魎の匣（絵コンテ・挿入歌作詞作曲）
- 黒塚 -KUROZUKA-（絵コンテ）

2009年
- キャシャーン Sins（原画）
- 青い文学シリーズ「人間失格」（設定イメージ原案）

2010年
- 四畳半神話大系（絵コンテ）
- 世紀末オカルト学院（原画）

2011年
- STEINS;GATE（監督・絵コンテ・演出・OP絵コンテ）

2014年
- スペース☆ダンディ（絵コンテ・演出・ゲスト宇宙人デザイン・原画）
- ブレイドアンドソウル（監督・コンセプト設計
- テラフォーマーズ（監督・絵コンテ）

2015年
- アルスラーン戦記（絵コンテ）

2016年
- orange（監督）

2017年
- 3月のライオン（絵コンテ）
- ちるらん にぶんの壱（絵コンテ・演出・原画）

2018年
- 刻刻（OP原画）

2022年
- 進撃の巨人 The Final Season（Part 2、絵コンテ）

### 劇場アニメ
1984年
- 超時空要塞マクロス 愛・おぼえていますか（原画）

1987年
- 妖獣都市（原画）

1993年
- 獣兵衛忍風帖（原画）

1994年
- ダークサイド・ブルース（キャラクターデザイン・総作画監督）

1995年
- MEMORIES 最臭兵器（原画）

1996年
- X -エックス-（原画）

1998年
- パーフェクトブルー（原画）
- スプリガン（原画）

2000年
- 劇場版カードキャプターさくら 封印されたカード（原画）

2001年
- メトロポリス（原画）
- VAMPIRE HUNTER D（作画監督）

2002年
- WXIII 機動警察パトレイバー（原画）

2008年
- HIGHLANDER ハイランダー 〜ディレクターズカット版〜（絵コンテ・演出）

2010年
- TRIGUN Badlands Rumble（原画）
- REDLINE（第1原画）

2013年
- 劇場版STEINS;GATE 負荷領域のデジャヴ（総監督）

### OVA
1986年
- アウトランダーズ（キャラクターデザイン・作画監督）

1987年
- JUNK BOY（キャラクターデザイン・作画監督）
- 火の鳥 宇宙編（原画）

1988年
- 魔界都市〈新宿〉（原画）
- 悪魔の花嫁 蘭の組曲（キャラクターデザイン・作画監督）

1989年
- MIDNIGHT EYE ゴクウ（キャラクターデザイン・作画監督）

1990年
- 電脳都市OEDO808（キャラクターデザイン・作画監督）
- NINETEEN 19（原画）

1994年
- 爆炎CAMPUSガードレス（原画）

1995年
- バイオ・ハンター（キャラクターデザイン・作画監督）

1996年
- 鉄腕バーディー（作画監督）

2002年
- TRAVA FIST PLANET（原画）

2003年
- ANIMATRIX（原画）

2007年
- CLAMP IN WONDERLAND2（原画）

2011年
- SUPERNATURAL: THE ANIMATION（絵コンテ）

2013年
- アイアンマン：ライズ・オブ・テクノヴォア（監督）

### Webアニメ
- 無限の住人-IMMORTAL-（2019年、監督・絵コンテ）